# Britta Nehrman

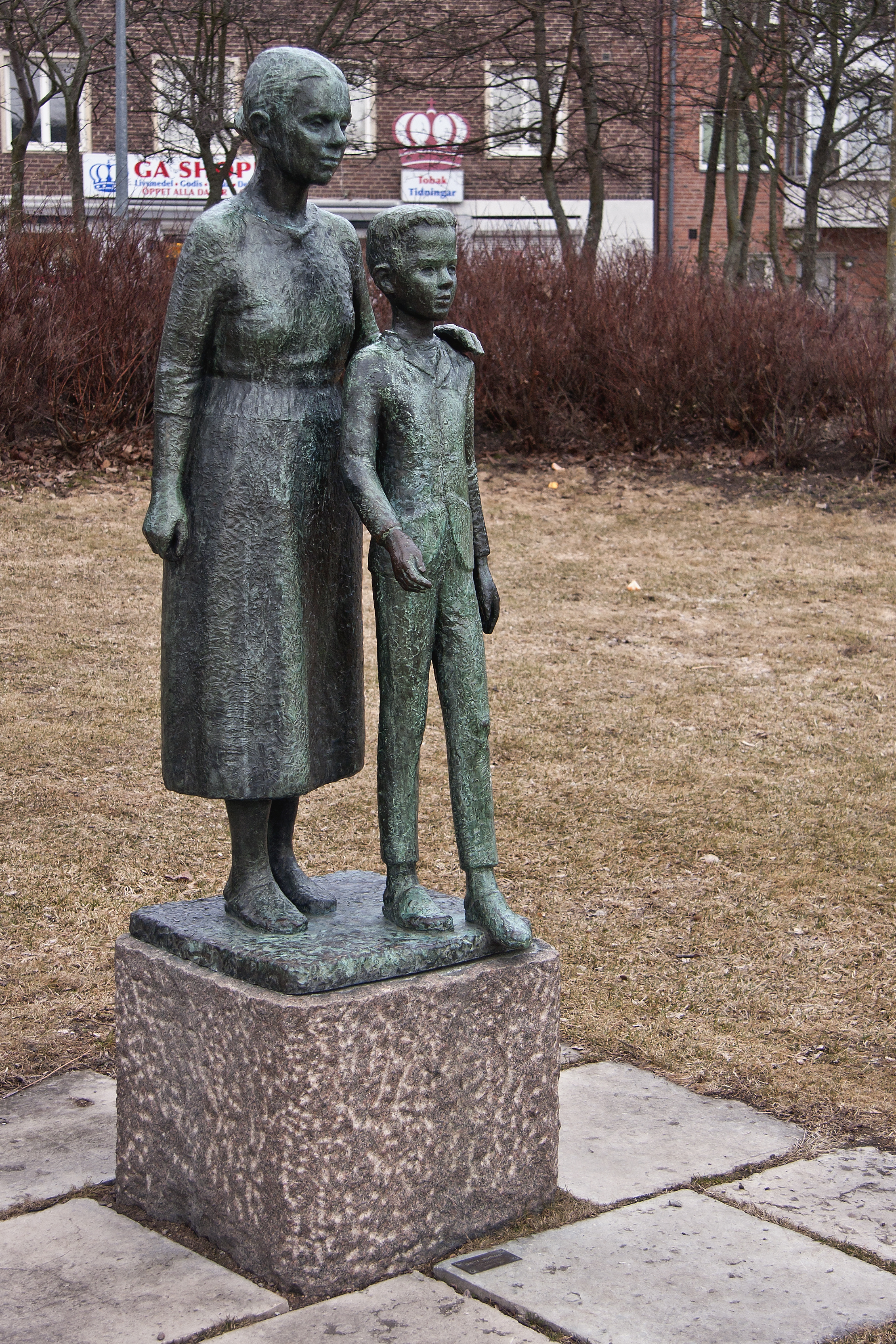
Mor och son står på Furutorpsplatsen i Helsingborg sedan 1957.

Britta Catharina Nehrman, född 5 juni 1901 i Danderyds församling, Stockholms län, död 2 februari 1978 i Bergs församling, Skaraborgs län, var en svensk konstnär och skulptör. 
Hon var dotter till generaldirektören Hjalmar Nehrman och Carin Törnbohm. Efter studentexamen studerade Nehrman konst privat för Sigrid Blomberg och fortsatte därefter med studier för Carl Milles vid Konsthögskolan 1920–1923 och 1930–1931. Hon vistades en stor del av 1920-talet i Paris och studerade då för Antoine Bourdelle 1923–1924 och Charles Despiau 1929. Hon vistades 1924–1925 i Florens där hon bedrev självstudier. 
Nehrman debuterade separat på Svensk-franska konstgalleriet i Stockholm 1931. Hon ställde därefter ut separat på ett flertal platser bland annat i Köpenhamn. Tillsammans med Märtha Bolin-Clason ställde hon ut i Karlstad 1939 och tillsammans med Hans Stridh i Borås 1952 samt tillsammans med Kjell Leander Engström och Tord Leander Engström i Skövde 1952. Hon medverkade i samlingsutställningar på Liljevalchs konsthall, Göteborgs konsthall och i ett flertal landsortsstäder. 
Bland hennes offentliga arbeten märks fasadskulpturen Justitia för Katrineholms tingshus, altarfigurer i trä och en dopskål i tenn för Åmåls kyrka, utsmyckningar för stadshuset i Tranås och Sahlgrenska sjukhuset samt ett flertal statyer och grupper placerade i flera svenska kommuner bland annat i Göteborg vid Skånegatan och i nöjesparken Liseberg samt Helsingborg. Hennes konst består av reliefer, friskulpturer, grupper och porträtt. 
Nehrman är representerad vid Nationalmuseum, Konstakademien, Göteborgs konstmuseum, Värmlands museum. Helsingborgs museum, Örebro läns museum och Borås konstmuseum.
Britta Nehrman är i första hand känd för mjuka intima statyer av enskilda människor eller av grupper.

## [12]Källor
- Konstnärslexikonet Amanda
- Vem är vem? Götaland utom Skåne, Halland, Blekinge 1965
- Svenska konstnärer: biografisk handbok ([Ny utg., ny, revid. och kompl. uppl.]). Stockholm: Nyblom. 1984. sid. 359. Libris 7665483. ISBN 91-7780-009-5
- Svenska konstnärer, Biografisk handbok, Väbo förlag, 1987, sid 365, ISBN 91-87504-00-6
- Svenskt konstnärslexikon del IV sid 183, Allhems Förlag, Malmö. LIBRIS-ID:8390296
- Wretholm Eugen, red (1982). Natur och kulturs konstnärslexikon: svensk konst under 100 år. Stockholm: Natur och kultur. sid. 176. Libris 7228243. ISBN 91-27-01139-9
- Öhnander, Bengt A. (2004). Statyer berättar: [76 konstverk i Göteborg]. Göteborg: Tre böcker. sid. 138-139. Libris 9600298. ISBN 91-7029-565-4